# Olympische Winterspiele 1998/Teilnehmer (Griechenland)
| Gelbes Symbol für Goldmedaillen mit stilisierten Olympischen Ringen | Graues Symbol für Silbermedaillen mit stilisierten Olympischen Ringen | Braundes Symbol für Bronzemedaillen mit stilisierten Olympischen Ringen |
| ------------------------------------------------------------------- | --------------------------------------------------------------------- | ----------------------------------------------------------------------- |
| —                                                                   | —                                                                     | —                                                                       |

Griechenland nahm an den Olympischen Winterspielen 1998 im japanischen Nagano mit einer Delegation von 13 Athleten in sechs Disziplinen teil, davon zehn Männer und drei Frauen. Ein Medaillengewinn gelang keinem der Athleten.
Fahnenträger bei der Eröffnungsfeier war der Skirennläufer Vasilios Dimitriadis.

## Teilnehmer nach Sportarten

### Biathlon
Männer
- Athanasios Tsakiris
10 km Sprint: 58. Platz (31:14,6 min)
20 km Einzel: 65. Platz (1:06:38,8 h)

### Bob
Männer, Zweier
- Greg Sebald, John-Andrew Kambanis (GRE-1)
30. Platz (3:46,57 min)

Männer, Vierer
- Greg Sebald, Anastasios Papakonstantinou, Peter Kolotouros, John-Andrew Kambanis (GRE-1)
31. Platz (2:48,26 min)

### Rennrodeln
Männer, Einsitzer
- Spyros Pinas
24. Platz (3:25,380 min)

### Ski Alpin
Männer
- Vasilios Dimitriadis
Slalom: Rennen nicht beendet

Frauen
- Sofia Mistrioti
Riesenslalom: 34. Platz (3:32,20 min)

### Skilanglauf
Männer
- Lefteris Fafalis
10 km klassisch: 86. Platz (34:13,7 min)

Frauen
- Katerina Anastasiou
5 km klassisch: 79. Platz (23:15,8 min)

### Snowboard
Männer
- Markos Chatzikyriakis
Riesenslalom: Rennen nicht beendet

- Stergios Pappos
Riesenslalom: Rennen nicht beendet

Frauen
- Marousa Pappou
Riesenslalom: 21. Platz (2:56,53 min)